# Андрея Райзбъро
Андреа Луиз Райзбъро (на английски: Andrea Louise Riseborough) е английска актриса, номинирана за две награди на БАФТА и носителка на награда на „Гилдията на киноактьорите“. Известни филми с нейно участие са „Забвение“, „Бърдмен“, „Смъртта на Сталин“, „Гняв“ и други.

## Биография
Родена е на 20 ноември 1981 г. в Нюкасъл ъпон Тайн в семейството на Изабел Джонсън – секретарка и Джордж Райзбъро – търговец на коли. Играе в театъра от детска възраст, а през 2005 г. завършва Кралската академия за драматично изкуство. През следващите години играе успешно в театъра и киното, включително в наградения с 4 награди „Оскар“ филм „Бърдмен“.

### Кариера
Райзбъро се появява във филма от 2010 г. „Искаме секс“ и във филма „Никога не ме оставяй“ на режисьора Марк Романек.
След това участва заедно с Том Круз във филма Забвение (2013), в поддържаща роля.
Играе и във филма „Бърдмен, или Неочакваната добродетел на невежеството“, който печели наградата Оскар за най-добър филм на 87-ото издание на наградите. Райзбъро печели наградата на гилдията за отлично представяне (Screen Actors Guild Award for Outstanding Performance by a Cast in a Motion Picture) с участието си в този филм през 2014 г.
Играе ролята на дъщерята на Сталин във филма Смъртта на Сталин през 2017 г. и е наградена от списание Върайъти.
Избрана е да участва във филма Гняв, който се снима през май 2018 г., но излиза по екраните на 3 януари 2020 г.

## Избрана филмография
| Година | Филм                                                 | Роля                     | Забележка       |
| ------ | ---------------------------------------------------- | ------------------------ | --------------- |
| 2006   | Венера                                               | Waitress                 |                 |
| 2007   | Magicians                                            | Dani                     |                 |
| 2008   | Happy-Go-Lucky                                       | Dawn                     |                 |
| 2008   | Love You More                                        | school girl @ recordshop |                 |
| 2010   | Искаме секс                                          | Brenda                   |                 |
| 2010   | Никога не ме оставяй                                 | Chrissie                 |                 |
| 2010   | Брайтън Рок                                          | Rose                     |                 |
| 2011   | Resistance                                           | Sarah                    |                 |
| 2011   | W.E.                                                 | Wallis Simpson           |                 |
| 2012   | Танцуващият със сенки                                | Colette McVeigh          |                 |
| 2013   | Изключи                                              | Nina Dunham              |                 |
| 2013   | Добре дошли в капана                                 | Sarah Hawks              |                 |
| 2013   | Забвение                                             | Виктория Олсен           |                 |
| 2014   | Бърдмен, или Неочакваната добродетел на невежеството | Laura Aulburn            |                 |
| 2014   | The Silent Storm                                     | Aislin                   |                 |
| 2015   | Скрити                                               | Claire                   |                 |
| 2016   | Shepherds and Butchers                               | Kathleen Marais          |                 |
| 2016   | Хищници в мрака                                      | Alessia Holt             |                 |
| 2016   | Mindhorn                                             | DC Baines                |                 |
| 2017   | Битката на половете                                  | Marilyn Barnett          |                 |
| 2017   | Смъртта на Сталин                                    | Светлана Сталина         |                 |
| 2018   | Mandy                                                | Mandy Bloom              |                 |
| 2018   | Nancy                                                | Nancy Freeman            | И продуцент     |
| 2018   | Burden                                               | Judy                     |                 |
| 2019   | Гняв                                                 |                          |                 |
| 2019   | The Kindness of Strangers                            | Alice                    | Post-production |